# Comedy Central
Comedy Central es un canal de televisión por suscripción estadounidense. Posteriormente, bajo este mismo nombre emiten canales en Reino Unido, Irlanda, España, Alemania y América. Como su nombre lo dice, el canal lleva predominantemente los programas de comedia, tanto originales como sindicados. Es propiedad de Paramount Media Networks, filial de Paramount Skydance Corporation.

## Historia
En noviembre de 1989, Time Warner lanzó The Comedy Channel como primer canal fiel exclusivamente a base de comedia. Cinco meses más tarde, Viacom (dueño de canales como MTV, Nickelodeon, VH1, entre otros) lanzó su competencia para canales de comedia. El canal se llamaba HA! Después de dos años de distribución limitada, para el 1 de abril de 1991 se buscaba combinar estos dos canales y crear uno llamado CTV: La red de la comedia. Pero la marca ya estaba registrada, era una red canadiense llamada CTV. Entonces instauraron como nombre Comedy Central.
Ya en abril de 2003, Viacom decidió comprar totalmente Comedy Central (las acciones y presupuestos estaban divididos entre Viacom y Time Warner) por 1225 millones de dólares. De los años 1980 a mediados de los 90 la mayor parte de los programas transmitidos por Comedy Central eran películas cómicas y shows cómicos. Un éxito temprano notable fue la serie Politically Incorrect (Políticamente Incorrecto) de Bill Maher. Así, la gente que solicitó que Comedy Central sea añadida a sus sistemas de cable aumentó, y la presencia del canal en las casas era del 50% por 1998. 
El éxito de South Park con su contenido adulto, empujó a la red a transmitir más programas para adultos. Cada sábado a la medianoche, mostraban (y muestran) una película o serie cómica especial para adultos. Las películas que se transmitirían cada sábado eran un secreto, llamado el “Secret Stash”. Las películas y comedias trasmitidas en el Secret Stash son aquellos con una gran cantidad de contenido adulto. Algunos de los programas que pasaron por esa sección fueron: South Park: Más grande, más largo y sin cortes, Bad Santa, Jackass: la película, Clerks, entre otros. 
Comedy Central también incluía un espectáculo diario llamado "La hora satírica”, la cual mostraba noticias. Era un programa en el que se burlaba a los medios de comunicación y de la política.
Desde 2003, Comedy Central ha creado una tradición de cómicos, llamado “New York Friars Club Roasts”.
A finales de 2004, los programas de comedia más vistos en Comedy Central eran: South Park, Chappelle’s Show, The Daily Show y Reno 911!.

## Programas  originales

### Animados
- La casa de los dibujos (2004-2007)
- Freak Show (2006)
- Brickleberry (2012-2014)
- South Park (1997- presente)
- dr. Katz (1995-1999)
- Futurama (2008-2013)
- Ugly Americans (2010-2012)
- Happy Tree Friends (1999-2023)

### Concursos
- Distraction (Versión US: 2005-presente)
- Mockumentaries
- Dogs bites man (2006-presente)

### Comedia / Sketchs
- Mind of Mencia (2005-presente)
- Dharma And Greg
- 3rd Rock From The Sun
- Married With Children
- Tosh.0
- Reno 911! (2003-2009)

### Programas de entrevistas y variedades
- The Daily Show (1996–presente)
- The Colbert Report (2005-2014)
- The Chris Wylde Show (2001)
- Comics Only
- The Graham Norton Effect (2004)
- Insomniac with Dave Attell (2001-2003)
- The Man Show (1999-2004)
- Night After Night por Allan Havey (1989-1992)
- Politically Incorrect (1993-2002) (luego en ABC)
- Too Late con Adam Carolla (2005)
- Tough Crowd (2003-2004)
- Turn Ben Stein On (1999-2001)
- Viva Variety (1996-1998)
- Weekends at the D.L (2005)

### Otros
- Mystery Science Theater 3000 (temporadas 1-7) (1988-1996)
- Sports Monster (1990-1991)
- Jump Cuts (2004)
- The Sweet Spot con Bill Murray
- Pequeño Bush (2007)

### Películas originales
- Porn 'n Chicken (2002)
- Windy City Heat (2003)
- The Hebrew Hammer